# Domingo Drummond
Domingo Drummond (14. dubna 1957, Puerto Cortés – 23. ledna 2002) byl honduraský fotbalový obránce. Zemřel 23. ledna 2002 ve věku 44 let na infarkt myokardu.

## Fotbalová kariéra
Byl členem honduraské reprezentace na Mistrovství světa ve fotbale 1982, nastoupil v utkání proti Jugoslávii. Z reprezentaci Hondurasu nastoupil v letech 1978–1985 ve 34 utkáních a dal 1 gól. Na klubové úrovni hrál v Hondurasu za Platense FC.